# الدمى المتحركة (مسرحية)
الدمى المتحركة (1963) هي مسرحية دمى من تأليف بهرام بيزاي، وهي واحدة من أهم مسرحيات اللغة الفارسية. وقد عُرضَت عدة مرات بمختلف اللغات في جميع أنحاء العالم. إلى جانب مسرحيتين لاحقتين، وهما "مساء في أرض غريبة" (1963) و "قصة القمر المخفي" (1963)، تشكل مسرحية "الدمى المتحركة" ثلاثية الدمى للكاتب المسرحي. وقد كُتبَت ككتاب عام 2005.

## النص
أُلفَت المسرحية في عامي 1962-1963 ونُشرت لأول مرة في طهران في أوائل عام 1963 من الكاتب المسرحي في مجلد مع مسرحية أخرى له بعنوان "ماتارساك ها دار شب" (أي "فزاعات الليل"). وفي وقت لاحق من نفس العام، طبع الكاتب المسرحي الدمى المتحركة مرة أخرى؛ هذه المرة باعتبارها المسرحية الافتتاحية لثلاثيته للدمى مع مسرحيتين جديدتين للدمى. أعادَت دار نشر نيقال طباعة هذا المجلد في ربيع عام 1978. وأخيرًا، ظهرت نسخة منقحة من المسرحية في عام 2003 في المجلد الأول من الأعمال الكاملة لبيزاي، والتي نشرتها دار نشر روشانجاران في طهران.
نُشرت الترجمة الإنجليزية التي قامت بها جيزيل كابوشينسكي في عام 1987، وسرعان ما تبعتها ترجمة أخرى إلى الإنجليزية قام بها إم آر غانونبارفار وجون جرين في عام 1989، وكلاهما في الولايات المتحدة. ظهرت ترجمة ثالثة لبارفين لولوي وجلين بورسجلو في سالزبورغ عام 2005.

## الحبكة
في مسرحية الدمى المتحركة، "شخصيات العمل ذات طابع كوني، تكاد تكون أنماطًا أسطورية" كما يوضح يارشاطر. تشمل هذه الشخصيات: البطل، الشيطان، الفتاة، وأنماطًا أخرى مثل الرجل الأسود، التاجر، الشاعر، وغيرها، وبالطبع فإن محرك الدمى حاضر دائمًا. الموضوع المركزي هو الصراع الدائم بين البطل والشيطان. كل من الموضوع الرئيسي والشخصيات يظهران مرة أخرى في مسرحيتي الدمى التاليتين أيضًا، وجميع هذه الأعمال الثلاثة "كُتبت لتُعرض على خشبة المسرح من قبل ممثلين كذلك."
يبدأ محرك الدمى الرئيسي عرضه بهدف تسلية الجمهور باستخدام دماه. ويَعِد بأن وقت مواجهة البطل مع الشيطان قد حان. لكن البطل، وقد أنهكته المعارك العبثية التي لا تنتهي مع الشيطان، يرفض الدخول في صراع جديد. إنه يحب الفتاة، ومن أجلها خاض معركة أبدية: ضد نفسه. وفي هذه الأثناء، تصل أنباء عن ظهور شيطان عند بوابة المدينة. ولحث البطل على القتال ضده، يأتي إليه ثلاثة من أهل المدينة يتوسلون إليه أن يحنث بيمينه. لكن البطل يرفض الانصياع. ثم تصل فتاة عرّافة لتحذّره من موته الحتمي والقريب. فيستيقظ في قلب البطل حب قديم وحزن دفين عند رؤيته لتلك الفتاة الجميلة، فينطلق لمقاتلة الشيطان. يقتل عدوه، لكنه يُصاب بجراح مميتة. ولا يتمكن أيّ من أهل المدينة من رفع سيفه الساقط. فيتخلى الرجل الأسود، الصديق الوفي للبطل، عن مزاجه المرح ويرفض طلبات محرك الدمى الرئيسية المتعلقة بتسلية الجمهور.

## الأداء
عُرضَت المسرحية عدة مرات حول العالم بمختلف اللغات.
كان أقدم إنتاج تلفزيوني على الإذاعة والتلفزيون الوطني الإيراني، من إخراج الكاتب المسرحي، وتم التسجيل في 19 آذار 1967، وبُثت لأول مرة في 17 نيسان. لعب محمود دولت آبادي ، الذي أصبح فيما بعد روائيًا بارزًا، دور الشاعر في هذا الإنتاج.
عُرضَت الترجمة الإنجليزية التي كتبها بارفين لولوي وجلين بورسجلو على مسرح في إنجلترا عام 2004، مع جودي آن جورج كمخرجة للعرض الأول البريطاني.

## بلغات أخرى
تتوفر للمسرحية ثلاث ترجمات مختلفة إلى الإنجليزية:
- بیزائي، بهرام . "الدمى". الدراما الفارسية الحديثة: مختارات . ترجمة وتقديم جيزيل كابوسينسكي. لانهام: مطبعة جامعة أمريكا. 1987.(ردمك 0-8191-6579-4)رقم ISBN 0-8191-6579-4
- بیزائي، بهرام . "الدمى المتحركة". دراما إيرانية: مختارات . تم تجميعها وتحريرها بواسطة السيد غانونبرفار وجون جرين. كوستا ميسا، كاليفورنيا: ناشري مازدا. 1989.(ردمك 0-939214-63-6)رقم ISBN 0-939214-63-6
- بیزائي، بهرام . الدمى المتحركة . حرره جودي آن جورج وبارفين لولوي وجلين بورزجلوف. سالزبورغ: شعر سالزبورغ. أكتوبر 2005.(ردمك 978-3-901993-23-7)رقم ISBN 978-3-901993-23-7

## طالع أيضًا
- مسرح سالزبورغ للماريونيت [الإنجليزية]

## ملحوظات
1. ↑  "مترسکها در شب‌ و عروسکها: در نمایشنامه‌".
2. ↑  "سه‌ نمایشنامه‌ عروسکی‌: عروسکها، غروب‌ در دیاری‌ غریب‌، قصه‌ ماه‌ پنهان‌".
3. ↑  بیضایی، بهرام. «سالشمار زندگی و آثار بهرام بیضایی». مجلّه سیمیا زمستان ۱۳۸۶ شماره ۲. صفحه ۱۶.
4. ↑  بیضایی، بهرام. دیوان نمایش/۱. صفحه شش vi. تهران: روشنگران و مطالعات زنان. ۱۳۸۲.
5. ↑  "Modern Persian drama: An anthology".
6. ↑  "Iranian drama: An anthology".
7. ↑  "The Marionettes (2005 edition) | Open Library". Open Library.
8. ↑  "Bahram Beyza'i: The Marionettes". www.poetrysalzburg.com."Bahram Beyza'i: The Marionettes". www.poetrysalzburg.com.
9. 1 2  Yarshater, Ehsan. "The Modern Literary Idiom." Critical Perspectives on Modern Persian Literature. Edited and Compiled by Thomas M. Ricks. Washington, D. C: Three Continents Press. 1984. page 59.
10. ↑  The World Encyclopedia of Contemporary Theatre, Volume 5 (ASIA/PACIFIC). Ed. Rubin, Don. London: Routledge. 1998. Page 259.
11. ↑  Beyza'i, Bahrām. The Marionettes. Edited by Jodi-Anne George, Parvin Loloi & Glyn Pursglove. Salzburg: Poetry Salzburg. October 2005. (ردمك 978-3-901993-23-7)
12. ↑  بیضائی، بهرام. سه نمایشنامه‌ی عروسکی. تهران: انتشارات نگاه. ۲۵۳۷. صفحه ۴۸.
13. ↑  "Bahram Beyza'i: The Marionettes". www.poetrysalzburg.com.
14. ↑  "English - The Joot Theatre Company". www.dundee.ac.uk. مؤرشف من الأصل في 2008-03-25.